# Last Mountain Lake
Der Last Mountain Lake, auch als Long Lake bekannt, ist ein Prärie-See, der vor 11.000 Jahren durch Vereisung entstand. Er liegt im südlichen Zentral-Saskatchewan, Kanada, etwa 40 Kilometer nordwestlich der Stadt Regina. Er mündet über den Last Mountain Creek, der an Craven vorbeifließt, in den Qu’Appelle River. Er ist etwa 93 Kilometer lang und an seiner breitesten Stelle drei Kilometer breit. Er ist das größte natürlich vorkommende Gewässer im südlichen Saskatchewan. Nur der von Menschenhand geschaffene Lake Diefenbaker ist größer. Der See ist ein beliebtes Erholungsgebiet für die Bewohner des südöstlichen Saskatchewan. Er beherbergt mit dem Last Mountain Lake Bird Sanctuary das erste staatliche Vogelschutzgebiet Nordamerikas.

## Geschichte
In den späten 1800er Jahren wurde das Gebiet durch die Qu'Appelle, Long Lake and Saskatchewan Railroad and Steamboat Company, die auch Dampfschiffe auf dem See betrieb, für die Landwirtschaft und Besiedlung erschlossen.
Bis 1974 war der See unter dem Namen Long Lake bekannt. Er wurde in Last Mountain Lake umbenannt, zu Ehren einer Legende der Plains Cree, die besagt, dass der Große Geist Erde aus dem Tal schaufelte, in dem sich der See heute befindet, und die Last Mountain Hills östlich von Duval und Strasbourg formte.

### Last Mountain House
„Last Mountain House“ war von 1869 bis 1871 ein Handelsposten der Hudson’s Bay Company (HBC). Er war eine Außenstelle von Fort Qu’Appelle 75 Kilometer östlich und lag etwa 85 Kilometer südwestlich von Touchwood Hills Post. Er wurde gegründet, um mit der zunehmenden Zahl unabhängiger Händler in der Gegend zu konkurrieren und weil die Büffel von Touchwood Hills nach Süden gezogen waren. Einige Zeit nach der zweiten Saison wurde der Posten durch ein Feuer vollständig zerstört und nicht wieder aufgebaut. Das Haus befand sich an der Ostseite des Last Mountain Lakes, etwa 1,6 Kilometer nördlich der Mündung des Sees, 75 Kilometer nordwestlich von Craven und etwa 40 Kilometer nordwestlich von Regina. Das Gebiet ist heute Teil des Last Mountain House Provincial Parks und steht im Canadian Register of Historic Places.

## Geographische Merkmale
Mehrere Bäche und Flüsse fließen in den See, darunter Arm River, Lewis Creek und Lanigan Creek. Der Last Mountain Creek fließt an der südlichsten Stelle aus dem See und mündet in den Qu’Appelle River. In Jahren, in denen der Pegel des Qu'Appelle River hoch ist, kann der Last Mountain Creek seine Richtung umkehren und zurück in den Last Mountain Lake fließen. Die Tore des Craven-Damms am Qu'Appelle River können zur Kontrolle des Wasserstands geöffnet oder geschlossen werden. Wenn sie geschlossen sind, kann das Wasser den Last Mountain Creek hinauf und in den Last Mountain Lake zurückfließen.
Zu den benannten Inseln am nördlichen Ende des Sees gehören Royal Island, Bird Island und Coney Island.
Am südlichen Ende, auf der Westseite des Sees, liegt die Little Arm Bay, in die der Arm River mündet. Direkt gegenüber der Bucht liegt Pelican Point. Dort befindet sich die Gemeinde Pelican Pointe.

### Teileinzugsgebiet Last Mountain Lake
Das Wassereinzugsgebiet des Qu'Appelle Rivers ist in zwei Haupteinzugsgebiete unterteilt: das Wascana & Upper Qu'Appelle Watershed und das Lower Qu'Appelle Watershed. Der Craven-Damm beim Dorf Craven ist der Trennungspunkt zwischen dem oberen und dem unteren Wassereinzugsgebiet des Qu'Appelle Rivers. Das obere Wassereinzugsgebiet ist in vier Teileinzugsgebiete und das Wassereinzugsgebiet des Moose Jaw Rivers unterteilt, von denen das Teileinzugsgebiet Last Mountain Lake eines ist. Die anderen drei Teileinzugsgebiete sind das Lanigan-Manitou-Teileinzugsgebiet, das Wascana-Creek-Teileinzugsgebiet und das Upper-Qu'Appelle-Teileinzugsgebiet. Das Teileinzugsgebiet Last Mountain Lake umfasst das gesamte Land, das von der Ost- und Westseite des Sees in den See entwässert, einschließlich Arm River und Lewis Creek. Der Lanigan Creek am Nordende ist Teil des Teileinzugsgebiets Lanigan-Manitou und der Last Mountain Creek am Südende ist Teil des Teileinzugsgebiets Upper Qu'Appelle. Die Gesamtgröße aller vier Teileinzugsgebiete und des Moose Jaw River Watershed beträgt 23.443 km².

## Gemeinden

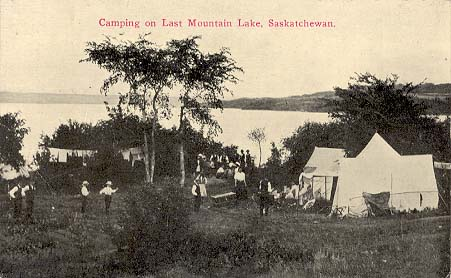
Camping in Last Mountain Lake, vor 1910

Acht verschiedene ländliche Gemeinden (rural municipalities) grenzen zumindest an einen Teil des Sees. Im Uhrzeigersinn von Norden aus gesehen gehören zu den ländlichen Gemeinden Wreford, Last Mountain Valley, McKillop, Longlaketon, Lumsden, Dufferin, Sarnia und Big Arm.
An den Ufern des Sees befinden sich Ferienorte wie Kannata Valley, Arlington Beach, Grandview Beach, Eldora Beach, Regina Beach, Saskatchewan Beach, Buena Vista, Glen Harbour, Alice Beach, Wee Too Beach, Colesdale Park, Spring Bay, Pelican Pointe, Sunset Cove, Island View, Sorensen Beach, Etters Beach, Mohr’s Beach, North Colesdale Park und Sarnia Beach.
Neben dem Regina Beach, in der Nähe der Little Arm Bay, liegt das Indian Reserve Last Mountain Lake 80A.

## Parks und Erholung
Etwa 25 Kilometer südwestlich der Stadt Strasbourg liegt am Ostufer des Sees der Rowan’s Ravine Provincial Park. Zu diesem Park gehören ein Jachthafen, ein Campingplatz mit vollem Serviceangebot, ein Restaurant, eine Minigolfanlage, ein Strand und ein Ausstatter. Der Strand liegt an einer Landspitze und ist einer der längsten natürlichen Sandstrände Saskatchewans. Der Yachthafen wird von Sportbootfahrern, die von Regina Beach kommen, häufig als Zwischenstopp oder zum Auftanken genutzt, und jedes Jahr im September findet dort das große Angelturnier Last Mountain Fall Walleye Classic statt. Der Last Mountain House Provincial Park befindet sich am Südostufer und bietet Führungen durch das historische Last Mountain House, das 1869 von der Hudson’s Bay Company gebaut wurde.
Am nördlichen Ende des Sees, am Ostufer, liegt der Last Mountain Regional Park. Der Park bietet Camping, Schwimmen und Golf. Er befindet sich etwa 15 Kilometer westlich von Govan, abseits des Highways 20.
Am südlichen Ende des Sees, wo der Last Mountain Creek beginnt, liegt das Valeport Marsh. Das Gebiet ist durch ein 900 Hektar großes Naturschutzprojekt namens Valeport Wildlife Management Area Trails geschützt. Es steht in Verbindung mit Ducks Unlimited und ist Teil eines wichtigen Vogelschutzgebiets (Important Bird Area, IBA) Kanadas mit der Bezeichnung „Valeport Marsh (SK 061)“. An der Westseite des Managementgebiets befindet sich ein Grundstück der Nature Conservancy of Canada namens Big Valley. Big Valley wird als Lebensraum für Vögel und Wildtiere geschützt und verwaltet.
Das Lumsden Beach Camp der United Church of Canada liegt „nur eine kurze Autofahrt von Regina entfernt, ... am Südufer des Last Mountain Lake“. Es wurde 1905 gegründet und ist damit das älteste Sommercamp in Westkanada.

### Vogelschutzgebiet Last Mountain Lake
Das Vogelschutzgebiet Last Mountain Lake (Last Mountain Lake Bird Sanctuary), das erste staatliche Vogelschutzgebiet Nordamerikas, wurde hier 1887 eingerichtet. Als erstes Naturschutzgebiet dieser Art auf dem Kontinent wurde es 1987 zur National Historic Site of Canada ernannt. Es wurden mehr als 280 Vogelarten gezählt. Der See bietet Lebensraum für neun der 36 gefährdeten, bedrohten und vom Aussterben bedrohten Vogelarten Kanadas, wie z. B. Wanderfalke, Gelbfuß-Regenpfeifer, Kaninchenkauz und Schreikranich.
Das nördliche Ende des Sees ist sehr seicht und enthält Feuchtgebiete. Ein Teil dieses Bereichs des Sees und der Umgebung wurde als Last Mountain Lake National Wildlife Area ausgewiesen, ein Gebiet von regionaler Bedeutung im Rahmen des Western Hemisphere Shorebird Reserve Network.

## Fischarten
Der See enthält eine Vielzahl von Fischarten, darunter Glasaugenbarsch, Amerikanischer Flussbarsch, Hecht, Quappe, Heringsmaräne, Cisco, Großmäuliger Büffelfisch, Catostomus commersonii und Karpfen.